# Delia fallax
Delia fallax este o specie de muște din genul Delia, familia Anthomyiidae. A fost descrisă pentru prima dată de Friedrich Hermann Loew în anul 1873. Conform Catalogue of Life specia Delia fallax nu are subspecii cunoscute.